# Aulacorthum muradachi
Aulacorthum muradachi är en insektsart. Aulacorthum muradachi ingår i släktet Aulacorthum och familjen långrörsbladlöss. Inga underarter finns listade i Catalogue of Life.